# Pottenau (Langenpreising)
Pottenau ist ein Gemeindeteil von Langenpreising im oberbayerischen Landkreis Erding. 

## Geographie
Das Dorf liegt circa einen Kilometer nördlich von Langenpreising.

## Geschichte
Pottenau wurde als „Potinouua“ zwischen 1078 und 1091 erstmals in den Traditionen des Klosters Tegernsee genannt, als Adalpero, Knecht des Klosters Tegernsee, Besitz zu Pottenau und Pfrombach, den er durch Kauf zu Eigen erworben hatte, mit der Bestimmung, dass seine Nachkommen ihn zu Erbrecht gegen Leistung eines Naturaldienstes innehaben sollten, übereignet.